# 河北开放大学
河北开放大学（英文：Hebei Open University，缩写：HEBOU），前身是创立于1978年的河北广播电视大学，2020年更名为河北开放大学，是由河北省人民政府主办的以实施远程开放教育为主的成人高等院校。

## 概况
学校现拥有11所设区市电大，145所县级电大，共有教职工4576人。开展开放教育、成人高等教育、网络教育和特殊教育等学历教育，现有注册在籍生25万余人；并举办社区教育（老年教育）、干部网络教育、乡村振兴教育和各类职业技能及岗位培训等非学历教育。